# Travis Hammer
Travis Hammer' es un actor estadounidense.

## Carrera
En el 2015 se unió al elenco invitado de la serie The Last Ship  interpretando a Curtis, la mano derecha del criminal Kevin McDowell (Patrick Brennan), el líder del culto. Curtis es encarcelado luego de dispararle y asesinar a la doctora Rachel Scott (Rhona Mitra), hasta ahora.
En el 2016 apareció en la película Independence Day: Resurgence donde interpretó a Jeffrey Fineman.
Ese mismo año interpretó a Pinkie-Toe Josephine Melcher III en la serie Ray Donovan.

## Filmografía[2]

### Series de Televisión
| Año             | Título                | Personaje             | Notas                |
| --------------- | --------------------- | --------------------- | -------------------- |
| 2017 - presente | Twin Peaks            | -                     | episodio # 1.1       |
| 2015 - presente | The Last Ship         | Curtis                | 4 episodios          |
| 2016            | Westworld             | Invitado              | episodio # 1.3       |
| 2016            | Ray Donovan           | Josephine Melcher III | 2 episodios          |
| 2016            | Maron                 | Zeke                  | episodio "Bookstore" |
| 2015            | American Horror Story | Obrero                | episodio "Flicker"   |
| 2014 - 2015     | Manhattan             | O'Byrne               | 8 episodios          |

### Películas
| Año  | Título                       | Personaje       | Notas |
| ---- | ---------------------------- | --------------- | --- |
| 2016 | Independence Day: Resurgence | Jeffrey Fineman | junto a Liam Hemsworth, Jeff Goldblum, Bill Pullman, Maika Monroe, Sela Ward, Brent Spiner y William Fichtner |

### Apariciones
| Año  | Título     | Notas                       |
| ---- | ---------- | --------------------------- |
| 2010 | Mantracker | episodio "Dylan and Travis" |

### Teatro
| Año  | Obra                        | Personaje     | Director          | Teatro          | Notas                                                                         |
| ---- | --------------------------- | ------------- | ----------------- | --------------- | ----------------------------------------------------------------------------- |
| 2010 | The Field                   | Tadgh         | Sean Branney      | Theatre Banshee | junto a Mark Colson, Matt Foyer, Barry Lynch, Dan Harper y Emma Jacobson-Sive |
| -    | War                         | Dermot        | Sean Branney      | Theatre Banshee | -                                                                             |
| -    | Tent Meeting                | Darrell       | Rebecca Wackler   | Theatre Banshee | -                                                                             |
| -    | Unbroken Circles            | Luke          | Greg Phillips     | Odyssey Theatre | -                                                                             |
| -    | Tracers                     | Doc           | J. Drouillard     | -               | -                                                                             |
| -    | Tales of the Lost Formicans | Eric          | Jessica Kubzansky | USC Theatre     | -                                                                             |
| -    | The American Clock          | -             | Louis Fantasia    | USC Theatre     | -                                                                             |
| -    | Major Barbara               | Peter Shirley | Michael Keenan    | USC Theatre     | -                                                                             |
| -    | The Winter's Tale           | Time / Dion   | Lisa Wolpe        | USC Theatre     | -                                                                             |
| -    | Down the Road               | Bill Reach    | Aaron Neely       | USC Theatre     | -                                                                             |
| -    | Tis Pity She's a Whore      | Cardenal      | Jack Rowe         | USC Theatre     | -                                                                             |
| -    | The Innocent Mistress       | Burcador      | Robert Robinson   | USC Theatre     | -                                                                             |
| -    | Blood Wedding               | Leñador       | Stephanie Shroyer | USC Theatre     | -                                                                             |
| -    | The Sea Gull                | Medvedenko    | Eugene Lazarev    | USC Theatre     | -                                                                             |
| -    | Titanic                     | Higgins       | Judy Smith        | USC Theatre     | -                                                                             |